# Кубок північноірландської ліги з футболу 1998—1999
Кубок північноірландської ліги 1998–1999 (англ. Co-operative Insurance Cup) — 13-й розіграш Кубка північноірландської ліги. Перемогу в кубку вдруге поспіль здобув Лінфілд.

## Попередній раунд
| Команда 1  | Рахунок | Команда 2            |
| ---------- | ------- | -------------------- |
| Ньюрі Таун | 0:1     | Ларн (2)             |
| Ома Таун   | 4:3     | Лімаваді Юнайтед (2) |

## 1/8 фіналу
| Команда 1             | Рахунок | Команда 2            |
| --------------------- | ------- | -------------------- |
| Балліклер Комрадс (2) | 1:4     | Гленавон             |
| Балліміна Юнайтед     | 2:3     | Лінфілд              |
| Каррік Рейнджерс (2)  | 2:1     | Колрейн              |
| Крузейдерс            | 3:1     | Ларн (2)             |
| Бангор (2)            | 3:4     | Ардс (2)             |
| Портадаун             | 0:2     | Кліфтонвілл          |
| Гленторан             | 8:0     | Данганнон Свіфтс (2) |
| Ома Таун              | 2:3     | Дістіллері (2)       |

## 1/4 фіналу
| Команда 1            | Рахунок | Команда 2      |
| -------------------- | ------- | -------------- |
| Гленавон             | 1:2     | Лінфілд        |
| Каррік Рейнджерс (2) | 3:1     | Ардс (2)       |
| Крузейдерс           | 1:2     | Кліфтонвілл    |
| Гленторан            | 2:1     | Дістіллері (2) |

## 1/2 фіналу
| Команда 1   | Рахунок | Команда 2            |
| ----------- | ------- | -------------------- |
| Кліфтонвілл | 1:2     | Лінфілд              |
| Гленторан   | 1:0     | Каррік Рейнджерс (2) |

## Фінал
| Команда 1     | Рахунок | Команда 2 |
| ------------- | ------- | --------- |
| 4 травня 1999 |         |           |
| Лінфілд       | 2:1 дч  | Гленторан |